# Willie „61“ Blackwell
Willie „61“ Blackwell (* 25. Dezember 1905 in La Grange, Tennessee, USA; † um 1972, wahrscheinlich in Memphis, Tennessee, USA) war ein US-amerikanischer Country-Blues-Gitarrist, Pianist und Songwriter.

## Biografie
Blackwell wurde am 25. Dezember 1905 in La Grange (Tennessee) geboren. Sein Vater und seine Nachbarn brachten ihm die Grundlagen des Gitarrenspiels bei, doch bis in die 1930er Jahre spielte er Klavier in Juke Joints in Memphis (Tennessee). Blackwells Bericht zufolge überfielen ihn 1934 Freunde eines Musikerkonkurrenten, den er in einen Wettbewerb geschlagen hatte, und verletzten seinen linken Arm erheblich. Unbeirrt und in der Hoffnung, seine Musikkarriere fortsetzen zu können, wandte sich Blackwell wieder der Gitarre zu und erhielt angeblich Unterricht von dem bekannten Bluesmusiker Robert Johnson.
Blackwell wurde ein Wandermusiker und erhielt den Spitznamen „61“, da er entlang der Route 61 im Mississippi-Tal bis hinunter nach New Orleans auftrat. Am 30. Juli 1941 machte Blackwell acht Aufnahmen für Bluebird Records in Chicago; Blackwell sang und spielte Gitarre, er wurde begleitet von Alfred Elkins am Bass (imb = Imitation Bass oder Washtub Bass). Die Aufnahmen wurden auf vier 78er Schallplatten veröffentlicht und erschienen später in verschiedenen Kompilationen.
1942 traf Blackwell in der Beale Street in Memphis mit seinem Musikerkollegen William Brown den Musikforscher Alan Lomax, der Feldaufnahmen von authentischem Country Blues sammelte. Lomax war mehr daran interessiert, Brown aufzunehmen, als Blackwell, der offensichtlich dem Alkohol verfallen war. Lomax schreibt in seinem Buch The Land Where the Blues Began (1993), dass er Blackwell und Brown im Juli 1942 mit auf eine Plantage in Arkansas nahm, um Polizeischikanen wegen seines Umgangs mit den schwarzen Musikern zu entgehen.
Lomax nahm zwei Songs und ein Interview mit Blackwell für die Library of Congress auf. Bei den Songs wurde Blackwell von William Brown an der zweiten Gitarre begleitet.
Irgendwann nach 1942 zog Blackwell nach Norden, wo er bei General Motors und Chevrolet arbeitete. Er lebte in Flint (Michigan) und trat weiterhin als Musiker auf, zeitweise mit Blind Connie Rosemond. Im Zuge des Blues-Revivals der 1960er Jahre wurde Willie „61“ Blackwell von den Blueshistorikern Sam Stark und Ron Harwood „wiederentdeckt“.
Um 1970 ging Blackwell wieder nach Memphis. 1970 machte er Aufnahmen für Adelphi Records, die jedoch unveröffentlicht blieben. Am 3. Dezember 1971 trat er beim River City Blues Festival in Memphis auf. Erneute Aufnahmen für Adelphi Records wurden wiederum nicht veröffentlicht. Wahrscheinlich starb Willie Blackwell um 1972 in Memphis.
1994 erschienen alle seine Bluebird-Aufnahmen auf dem Kompilationsalbum Carl Martin / Willie „61“ Blackwell – Complete Recorded Works in Chronological Order, das bei Document Records erschien.